# Clemens Dölken
Clemens Dölken O.Praem. (* 1956 in Duisburg) ist ein deutscher Regularkanoniker und römisch-katholischer Theologe.

## Leben
Nach seiner Kindheit und Jugend im Duisburger Stadtteil Hamborn trat Dölken in das Prämonstratenserkloster Hamborn ein und studierte Philosophie und Theologie an den Universitäten Bonn und München. Am 24. Juni 1982 empfing er die Priesterweihe und war in der Folgezeit als Seelsorger tätig. 1990 wurde er an der Universität Münster zum Dr.rer.pol. der Volkswirtschaftslehre promoviert.
Nach der Wiedervereinigung wurde er mit der Vorbereitung der Gründung eines Priorats der Abtei Hamborn in Magdeburg betraut und wirkt dort als Pfarrer in den Pfarreien St. Augustinus u. a. mit der Pfarrkirche St. Petri, der Pfarrei St. Johannes Bosco und als Studentenseelsorger. Er ist Prior des Prämonstratenserklosters in Magdeburg, dessen im Jahr 2023 fertiggestellten Klosterneubau er betreute.
Clemens Dölken lehrt seit 2005 an der Philosophisch-Theologischen Hochschule St. Augustin; 2014 wurde er zum Professor für Christliche Sozialwissenschaft ernannt. 2013 wurde er emeritiert. Hauptlehr- und Forschungstätigkeit sind die Wirtschaftsethik und Globale Ethik; er hat mehrere Schriften und Aufsätze dazu veröffentlicht.
Er ist der Bruder von Albert Dölken O.Praem., dem Abt des Prämonstratenserklosters Hamborn. Seit 1978 ist er Mitglied der katholischen Studentenverbindung KDStV Rheno-Franconia München sowie Bandinhaber der KDStV Elbmark Tetschen-Liebwerd zu Duisburg und der KDStV Norbertina zu Magdeburg.

## Wirken
1991 gründete er zudem das Hilfswerk Subsidiaris. Seit der Gründung im Jahr 2006 ist Clemens Dölken auch Mitglied des Vorstandes der Europäischen St.-Norbert-Stiftung. Darüber hinaus war er an der Gründung des Wittenberg-Zentrums für Globale Ethik beteiligt.
1998 wurde Clemens Dölken vom Kardinal-Großmeister Carlo Kardinal Furno zum Ritter des Ritterordens vom Heiligen Grab zu Jerusalem ernannt und am 10. Oktober durch Anton Schlembach, Großprior der deutschen Statthalterei, und Peter Heidinger, Statthalter in Deutschland, investiert. Er ist Offizier des Ordens. Dölken engagiert sich für zahlreiche Sozialprojekte im Heiligen Land; so war er von 2008 bis 2016 Präsident der neugegründeten Stiftung der deutschen Statthalterei der Grabesritter.

## Schriften
- Katholische Sozialtheorie und liberale Ökonomik. Das Verhältnis von katholischer Soziallehre und Neoliberalismus im Lichte der modernen Institutionenökonomik. J.C.B. Mohr / Tübingen (1992) [= Die Einheit der Gesellschaftswissenschaften, Band 77].
- (Hrsg.) Norbert – Patron des Bistums Magdeburg. Katalog zur Ausstellung im Norbertjahr 2009 / 2010.  Norbertus-Verlag Magdeburg (2010).
- (Hrsg.) Norbert von Xanten und der Orden der Prämonstratenser. Sammelband zur historischen Vortragsreihe im Norbertjahr 2009/2010 in Magdeburg. Norbertus-Verlag Magdeburg (2010).
- mit Karl Homann: Das siebte Gebot und die Börse. Oswald von Nell-Breunings „Börsenmoral“ von 1928 wiedergelesen, in Communio 27 (Januar – Februar 1998), S. 25–40.
- Das 9. und 10. Gebot – Wider eine Kultur der Begehrlichkeit? Eine Anwendung für die Gegenwartsgesellschaft?, in: Communio 29 (Januar – Februar 2000), S. 40–49
- Solidarität als Positivsummenspiel. Sozialstaatsbegründung in der Perspektive der Neuen Institutionenökonomik, in Jahrbuch für Christliche Sozialwissenschaften, 48. Band (2007), S. 225–248
- Subsidiarität und Institutionenökonomik. Zu einer sozialtheoretischen und -ethischen Präzisierung des Subsidiaritätsprinzips, in: Jahrbuch für Christliche Sozialwissenschaften 54 (2013), Online-Supplement [S. 1–20]. (PDF)
- Welt als Heuristik des Glaubens, in: Jahrbuch der Phil.-Theol. Hochschule SVD St. Augustin Vol. 2 (2014): Gott verehren – Gott bezeugen in der Welt von heute, EOS Editions Sankt Ottilien, S. 9–28
- Der Papst und der Kapitalismus – Hat Papst Franziskus eine neue Einstellung zur Marktwirtschaft? [= Dialogforum Kirche - Wirtschaft - Gesellschaft, Vorträge, hrsg. v. der Europäischen St.-Norbert-Stiftung, Nr. 2,], Norbertus-Verlag: Magdeburg (2015)
- Sub specie aeternitatis... Der Ewigkeitscharakter von Stiftungen. In: Ingo Saenger, Walter Bayer, Elisabeth Koch, Torsten Körbert (Herausgeber): Gründen und Stiften. Festschrift zum 70. Geburtstag des Jenaer Gründungsdekans und Stiftungsrechtlers Olaf Werner, Nomos Verlagsgesellschaft, Baden-Baden, 2009, S. 365–371.
- Kritik der „Globalen Ethik“. Methodologische Anmerkungen, in: Wulf A. Kaal, Matthias Schmidt u. Andreas Schwartze (Hrsg.): Festschrift zu Ehren von Christian Kirchner. Recht im ökonomischen Kontext, Mohr Siebeck: Tübingen, 2014, S. 1129–1143
- Der institutionelle Charakter des Rechts und sein (sozial-)ethischer Geltungsgrund, in: Mainzer Beiträge zu Kirchen- und Religionsrecht 7, Matthias Pulte, Rafael M. Rieger (Hgg.), Ecclesiae et scientiae fideliter inserviens, Festschrift für Rudolf Henseler CSsR zur Vollendung des 70. Lebensjahres, Echter Verlag, Würzburg, 2019, S. 479–495